# Яшкинський округ
Я́шкинський округ (рос. Яшкинский округ) — муніципальний округ Кемеровської області Російської Федерації.
Адміністративний центр — селище міського типу Яшкино.

## Історія
Тайгинський район був утворений 4 вересня 1924 року у складі Томської губернії. Після ліквідації губерній 25 травня 1925 року район увійшов до складу Томського округу Сибірського краю. 20 червня 1930 року місто Тайга отримало статус обласного, район був перейменований в Яшкинський район, центр перенесено до селища Яшкино, Борисовська, Бородавська, Вотіновська та Таловська сільради передані до складу Судженського району. 30 липня 1930 року район увійшов до складу Західно-Сибірського краю. 20 лютого 1931 року центр району перенесено до міста Тайга, район знову став Тайгинським. 2 березня 1932 року до складу району повернуто Борисовську, Бородавську, Вотіновську та Таловську сільради. 20 січня 1936 року до складу Барзаського району передано місто Борисовський та Вотіновська сільрада. 28 вересня 1937 року район увійшов до складу Новосибірської області. 7 лютого 1939 року до складу Юргинського району передано Ново-Романовську та Велико-Ямську сільради. 26 березня 1940 року район знову перейменовано в Якшинський, центр перенесено до селища Яшкино. 26 січня 1943 року район увійшов до складу Кемеровської області. 1 лютого 1963 року район був ліквідований, територія увійшла до складу Юргинського району, селище Яшкино передано у підпорядкування Тайгинської міської ради. 11 січня 1965 року Яшкинський район був відновлений.
Станом на 2002 рік район поділявся на 1 селищну та 13 сільських рад:
| Поселення                    | Площа, км² | Населення, осіб (2002) | К-ть НП | Населені пункти                                                                                    |
| ---------------------------- | ---------- | ---------------------- | ------- | -------------------------------------------------------------------------------------------------- |
| Яшкинська селищна рада       | -          | 15583                  | 1       | смт Яшкино                                                                                         |
| Ботьєвська сільська рада     | -          | 623                    | 2       | присілки Ботьєво, Нижньошубино                                                                     |
| Дубровська сільська рада     | -          | 2224                   | 4       | селища Дубровка, Кузель, Хопкіно, Яшкинський                                                       |
| Зирянська сільська рада      | -          | 522                    | 3       | присілки Зирянка, Крилово, Нижня Тайменка                                                          |
| Іткаринська сільська рада    | -          | 659                    | 4       | присілки Верх-Іткара, Іткара, Кулаково, Саломатово                                                 |
| Колмогоровська сільська рада | -          | 1661                   | 2       | село Колмогорово, присілок Писана                                                                  |
| Красносельська сільська рада | -          | 1168                   | 3       | село Красноселка, присілки Балахніно, Дауровка                                                     |
| Ленінська сільська рада      | -          | 991                    | 4       | селище Ленінський, присілки Сосновий Острог, Усть-Сосновка, Юрти-Константинови                     |
| Литвиновська сільська рада   | -          | 1718                   | 6       | селища Литвиново, Тальменка, Терехино, присілки Каленово, Корчуганово, Литвиново                   |
| Пачинська сільська рада      | -          | 1868                   | 7       | села Нижньояшкино, Пача, селища Акація, присілки Власково, Міничево, Морковкино, Синьорічка        |
| Пашковська сільська рада     | -          | 1372                   | 4       | села Косогорово, Пашково, присілки Мілково, Сєверна                                                |
| Поломошинська сільська рада  | -          | 2837                   | 6       | село Поломошне, селища Осоавіахім, Октябрський, Сланцевий Рудник, Тутальська, Тутальский Санаторій |
| Таловська сільська рада      | -          | 703                    | 5       | село Таловка, присілки Каменний Брод, Клинцовка, Крутовка, Низовка                                 |
| Шахтьорська сільська рада    | -          | 901                    | 3       | село Мохово, селище Шахтьор, присілок Воскресенка                                                  |

2004 року район став муніципальним, селищна та сільські ради перетворено відповідно в міське та сільські поселення, селище Кузель передано до складу Тайгинського міського округу, а до складу Яшкинського району зі складу Тайгинської міської ради обласного підпорядкування — селище Трактовий. 2019 року район перетворено в муніципальний округ, при цьому усі поселення були ліквідовані:
| Поселення                         | Площа, км² | Населення, осіб (2010) | Населення, осіб (2019) | К-ть НП | Населені пункти |
| --------------------------------- | ---------- | ---------------------- | ---------------------- | ------- | --- |
| Яшкинське міське поселення        | 107,65     | 14719                  | 13489                  | 1       | смт Яшкино |
| Акацієвське сільське поселення    | 287,59     | 1680                   | 1413                   | 5       | селище Акація, присілки Власково, Зирянка, Крилово, Нижня Тайменка                                                                           |
| Дубровське сільське поселення     | 698,07     | 2224                   | 1724                   | 6       | селища Дубровка, Хопкіно, Яшкинський, присілки Ботьєво, Нижньошубино, Трактовий                                                              |
| Колмогоровське сільське поселення | 239,90     | 1588                   | 1463                   | 2       | село Колмогорово, присілок Писана |
| Ленінське сільське поселення      | 310,29     | 1448                   | 1274                   | 9       | селище Ленінський, присілки Дауровка, Сосновий Острог, Усть-Сосновка, Юрти-Константинови, присілки Верх-Іткара, Іткара, Кулаково, Саломатово |
| Литвиновське сільське поселення   | 296,22     | 2666                   | 2280                   | 7       | село Красноселка, селища Литвиново, Тальменка, присілки Балахніно, Каленово, Корчуганово, Литвиново                                          |
| Пачинське сільське поселення      | 319,38     | 1715                   | 1516                   | 5       | села Нижньояшкино, Пача, присілки Міничево, Морковкино, Синьорічка                                                                           |
| Пашковське сільське поселення     | 582,39     | 1069                   | 930                    | 4       | села Косогорово, Пашково, присілки Мілково, Сєверна                                                                                          |
| Поломошинське сільське поселення  | 127,73     | 2582                   | 2205                   | 6       | село Поломошне, селища Осоавіахім, Октябрський, Сланцевий Рудник, Тутальська, Тутальский Санаторій                                           |
| Таловське сільське поселення      | 418,38     | 544                    | 403                    | 5       | село Таловка, присілки Каменний Брод, Клинцовка, Крутовка, Низовка                                                                           |
| Шахтьорське сільське поселення    | 96,20      | 796                    | 617                    | 3       | село Мохово, селище Шахтьор, присілок Воскресенка                                                                                            |

## Населення
Населення — 27314 осіб (2019; 30856 в 2010, 33611 у 2002).

## Населені пункти
| №  | Населений пункт               | Населення, осіб (2002) | Населення, осіб (2010) |
| -- | ----------------------------- | ---------------------- | ---------------------- |
| 1  | Акація, селище                | 970                    | 906                    |
| 2  | Балахніно, присілок           | 136                    | 93                     |
| 3  | Ботьєво, присілок             | 617                    | 543                    |
| 4  | Верх-Іткара, присілок         | 18                     | 0                      |
| 5  | Власково, присілок            | 262                    | 287                    |
| 6  | Воскресенка, присілок         | 2                      | 0                      |
| 7  | Дауровка, присілок            | 99                     | 44                     |
| 8  | Дубровка, селище              | 459                    | 411                    |
| 9  | Зирянка, присілок             | 421                    | 389                    |
| 10 | Іткара, присілок              | 63                     | 42                     |
| 11 | Каленово, присілок            | 53                     | 44                     |
| 12 | Каменний Брод, присілок       | 13                     | 2                      |
| 13 | Клинцовка, присілок           | 11                     | 1                      |
| 14 | Колмогорово, село             | 1657                   | 1582                   |
| 15 | Корчуганово, присілок         | 151                    | 133                    |
| 16 | Косогорово, село              | 25                     | 8                      |
| 17 | Красноселка, село             | 933                    | 796                    |
| 18 | Крилово, присілок             | 12                     | 2                      |
| 19 | Крутовка, присілок            | 8                      | 6                      |
| 20 | Кулаково, присілок            | 176                    | 139                    |
| 21 | Ленінський, селище            | 759                    | 706                    |
| 22 | Литвиново, селище             | 1243                   | 1356                   |
| 23 | Литвиново, присілок           | 211                    | 210                    |
| 24 | Мілково, присілок             | 92                     | 61                     |
| 25 | Міничево, присілок            | 0                      | 9                      |
| 26 | Морковкино, присілок          | 203                    | 174                    |
| 27 | Мохово, село                  | 215                    | 208                    |
| 28 | Нижньошубино, присілок        | 6                      | 0                      |
| 29 | Нижньояшкино, село            | 290                    | 265                    |
| 30 | Нижня Тайменка, присілок      | 89                     | 96                     |
| 31 | Низовка, присілок             | 6                      | 1                      |
| 32 | Октябрський, селище           | 125                    | 108                    |
| 33 | Осоавіахім, селище            | 33                     | 5                      |
| 34 | Пача, село                    | 1369                   | 1203                   |
| 35 | Пашково, село                 | 1094                   | 907                    |
| 36 | Писана, присілок              | 4                      | 6                      |
| 37 | Поломошне, село               | 1751                   | 1684                   |
| 38 | Саломатово, присілок          | 402                    | 358                    |
| 39 | Сєверна, присілок             | 161                    | 93                     |
| 40 | Синьорічка, присілок          | 75                     | 64                     |
| 41 | Сланцевий Рудник, селище      | 12                     | 2                      |
| 42 | Сосновий Острог, присілок     | 46                     | 31                     |
| 43 | Таловка, село                 | 665                    | 534                    |
| 44 | Тальменка, селище             | 60                     | 34                     |
| -  | Терехино, селище              | 0                      | -                      |
| 45 | Трактовий, селище             | 2                      | 0                      |
| 46 | Тутальська, селище            | 763                    | 680                    |
| 47 | Тутальський Санаторій, селище | 153                    | 103                    |
| 48 | Усть-Сосновка, присілок       | 55                     | 25                     |
| 49 | Хопкіно, селище               | 152                    | 102                    |
| 50 | Шахтьор, селище               | 684                    | 588                    |
| 51 | Юрти-Константинови, присілок  | 131                    | 103                    |
| 52 | Яшкино, селище міського типу  | 15583                  | 14719                  |
| 53 | Яшкинський, селище            | 1093                   | 993                    |